# 瓦尔特·卢赫特
瓦尔特·卢赫特（Walter Lucht，1882年2月26日—1949年3月18日）是一位纳粹德国德意志國防軍将领，曾在第二次世界大战期间指挥过师级、军级和集团军级单位。他曾获颁騎士鐵十字勳章。1948年，他从美军战俘营获释，于1949年死于车祸。